# Levon Mirzoyan
Levon Isayevich Mirzoyan tiếng Armenia: Լևոն Եսայիի Միրզոյան; tiếng Nga: Левон Исаевич Мирзоян) (14 tháng 11 năm 1897 – 26 tháng 2 năm 1939) là một chính trị gia người Armenia. Ông là Bí thư thứ nhất của Đảng Cộng sản Azerbaijan Xô viết từ 1926-1929. Từ năm 1933 đến 1938, ông đã giữ chức vụ này tại Kazakhstan Tự tri Xô viết và Kazakhstan Xô viết.
Cuộc sống 
Lewon Mirzoyan sinh năm 1896 tại ngôi làng nhỏ Aschan gần Shusha thuộc vùng tranh chấp ngày nay của Nagorno-Karabakh. Ông xuất thân từ một gia đình nông dân Armenia Armenia. Mirzoyan đã đến Baku vào năm 1912 để hỗ trợ các phong trào cách mạng. Năm 1917, ông gia nhập những người Bolshevik. Từ năm 1919, ông bắt đầu đảm nhận nhiều nhiệm vụ trong Đảng Cộng sản. Kết quả là, anh ta tiếp tục gia tăng trong hệ thống phân cấp đảng. Vào ngày 21 tháng 1 năm 1926, cuối cùng ông đã trở thành Bí thư thứ nhất của CP SSR của Azerbaijan đó là về bài viết của Thủ tướng Azerbaijan. Ông giữ chức vụ này cho đến ngày 5 tháng 8 năm 1929. Sau đó, Mirzoyan làm việc trong sự lãnh đạo của nhiều ủy ban quận và ủy ban khu vực trong khu vực Perm.
Từ ngày 23 tháng 4 năm 1933 đến ngày 23 tháng 5 năm 1938, cuối cùng ông là Bí thư thứ nhất của Đảng Cộng sản ở Kazakhstan. Kazakhstan ban đầu là một ASSR của Kazakhstan, một nước cộng hòa của SFSR Nga, nhưng sau đó vào năm 1936 với tư cách là SSR của Kazakhstan, một nước cộng hòa thuộc Liên bang Xô viết.
Vào đầu năm 1938, vào thời điểm khủng bố Stalin, Mirzoyan đã viết một lá thư cho Josef Stalin và Vyacheslav Molotov, trong đó ông chỉ trích việc trục xuất người Triều Tiên đến Kazakhstan và cũng bày tỏ nghi ngờ về phương pháp làm việc của NKVD. Không lâu sau, Mirzoyan bị đuổi, bị bắt, bị đưa đến một nhà tù ở Moscow và cuối cùng bị bắn vào ngày 26 tháng 2 năm 1939.
Năm 1958, ông được minh oan.